# Timarcha apuana
Timarcha apuana es una especie de insecto coleóptero de la familia Chrysomelidae.
Fue descrita científicamente en 1990 por Daccordi & Ruffo.